# Вотерфорд (Вісконсин)
Вотерфорд (англ. Waterford) — селище (англ. village) в США, в окрузі Расін штату Вісконсин. Населення — 5542 особи (2020).

## Географія
Вотерфорд розташований за координатами 42°45′58″ пн. ш. 88°13′0″ зх. д. / 42.76611° пн. ш. 88.21667° зх. д. (42.766022, -88.216765).  За даними Бюро перепису населення США в 2010 році селище мало площу 6,96 км², з яких 6,69 км² — суходіл та 0,26 км² — водойми.

## Демографія
Згідно з переписом 2010 року, у селищі мешкало 5368 осіб у 2114 домогосподарствах у складі 1483 родин. Густота населення становила 772 особи/км².  Було 2272 помешкання (327/км²).
Расовий склад населення:
| - 97,0 % — білих - 0,7 % — азіатів - 0,4 % — чорних або афроамериканців - 0,2 % — корінних американців |

До двох чи більше рас належало 1,0 %. Частка іспаномовних становила 3,0 % від усіх жителів.
За віковим діапазоном населення розподілялося таким чином: 27,2 % — особи молодші 18 років, 57,8 % — особи у віці 18—64 років, 15,0 % — особи у віці 65 років та старші. Медіана віку мешканця становила 39,6 року. На 100 осіб жіночої статі у селищі припадало 94,1 чоловіків;  на 100 жінок у віці від 18 років та старших — 91,0 чоловіків також старших 18 років.
Середній дохід на одне домашнє господарство  становив 85 805 доларів США (медіана — 77 973), а середній дохід на одну сім'ю — 98 541 долар (медіана — 94 250). Медіана доходів становила 61 680 доларів для чоловіків та 45 759 доларів для жінок. За межею бідності перебувало 4,7 % осіб, у тому числі 3,4 % дітей у віці до 18 років та 3,4 % осіб у віці 65 років та старших.
Цивільне працевлаштоване населення становило 2472 особи. Основні галузі зайнятості: освіта, охорона здоров'я та соціальна допомога — 18,5 %, виробництво — 18,0 %, фінанси, страхування та нерухомість — 11,7 %, роздрібна торгівля — 8,5 %.